# 88. Oscar-gála
A 88. Oscar-gálán az Amerikai Filmművészetek és Filmtudományok Akadémiája a 2015-ös év legjobb filmjeit és filmeseit részesítette elismerésben. A díjátadó ceremóniát 2016. február 28-án rendezték meg a hollywoodi Dolby Színházban, Los Angelesben. A ceremóniát az Egyesült Államokban az ABC televízió társaság sugározta Glenn Weiss rendezésével. Magyarországon az eseményt a Duna Televízió élőben közvetítette.
A házigazda, a 2005-ös 77. Oscar-gála után immár második alkalommal Chris Rock amerikai komikus, színész, tévé- és filmproducer volt.

## Győztesek és jelöltek
A jelöltek listáját 2016. január 14-én jelentette be a Samuel Goldwyn Színházban, Beverly Hillsben Cheryl Boone Isaacs, az Akadémia elnöke, Guillermo del Toro és Ang Lee filmrendezők, valamint John Krasinski színész.

### Díjak
A nyertesek az első helyen sorolva és félkövérrel jelölve.
| Legjobb film | Legjobb rendező |
| --- | --- |
| - Spotlight – Egy nyomozás részletei – Blye Pagon Faust, Steve Golin, Nicole Rocklin és Michael Sugar - A nagy dobás – Dede Gardner, Jeremy Kleiner és Brad Pitt - A szoba – Ed Guiney - A visszatérő – Steve Golin, Alejandro González Iñárritu, Arnon Milchan, Mary Parent és Keith Redmon - Kémek hídja – Kristie Macosko Krieger, Marc E. Platt\|Marc Platt és Steven Spielberg - Mad Max – A harag útja – George Miller és Doug Mitchell - Mentőexpedíció – Mark Huffam, Simon Kinberg, Michael Schaefer és Ridley Scott - Brooklyn – Finola Dwyer és Amanda Posey | - Alejandro González Iñárritu – A visszatérő - Lenny Abrahamson – A szoba - Tom McCarthy – Spotlight – Egy nyomozás részletei - Adam McKay – A nagy dobás - George Miller – Mad Max – A harag útja |
| Legjobb férfi főszereplő | Legjobb női főszereplő |
| - Leonardo DiCaprio – A visszatérő, mint Hugh Glass - Bryan Cranston – Trumbo, mint Dalton Trumbo - Matt Damon – Mentőexpedíció, mint Mark Watney - Michael Fassbender – Steve Jobs, mint Steve Jobs - Eddie Redmayne – A dán lány, mint Lili Elbe / Einar Wegener | - Brie Larson – A szoba, mint Joy „Ma” Newsome - Cate Blanchett – Carol, mint Carol Aird - Jennifer Lawrence – Joy, mint Joy Mangano - Charlotte Rampling – 45 év, mint Kate Mercer - Saoirse Ronan – Brooklyn, mint Eilis Lacey |
| Legjobb férfi mellékszereplő | Legjobb női mellékszereplő |
| - Mark Rylance – Kémek hídja, mint Rudolf Abel - Christian Bale – A nagy dobás, mint Michael Burry - Tom Hardy – A visszatérő, mint John Fitzgerald - Mark Ruffalo – Spotlight – Egy nyomozás részletei, mint Michael Rezendes - Sylvester Stallone – Creed: Apollo fia, mint Rocky Balboa | - Alicia Vikander – A dán lány, mint Gerda Wegener - Jennifer Jason Leigh – Aljas nyolcas, mint Daisy Domergue, a „fogoly” - Rooney Mara – Carol, mint Therese Belivet - Rachel McAdams – Spotlight – Egy nyomozás részletei, mint Sacha Pfeiffer - Kate Winslet – Steve Jobs, mint Joanna Hoffman |
| Legjobb eredeti forgatókönyv | Legjobb adaptált forgatókönyv |
| - Spotlight – Egy nyomozás részletei – Tom McCarthy és Josh Singer - Agymanók – Josh Cooley, Ronnie del Carmen, Pete Docter és Meg LeFauve - Ex Machina – Alex Garland - Kémek hídja – Matt Charman, Ethan Coen és Joel Coen - Straight Outta Compton – Andrea Berloff, Jonathan Herman, S. Leigh Savidge és Alan Wenkus | - A nagy dobás – Adam McKay és Charles Randolph, Michael Lewis: A nagy dobás c. regényből - A szoba – Emma Donoghue, saját, Room c. regényből - Brooklyn – Nick Hornby, Colm Tóibín: Brooklyn c. regényből - Carol – Phyllis Nagy, Patricia Highsmith: The Price of Salt c. regényből - Mentőexpedíció – Drew Goddard, Andy Weir: The Martian c. regényből |
| Legjobb animációs film | Legjobb idegen nyelvű film |
| - Agymanók – Pete Docter és Jonas Rivera - Amikor Marnie ott volt – Jonebajasi Hiromasza és Nisimura Josiaki - Anomalisa – Charlie Kaufman, Duke Johnson és Rosa Tran - Shaun, a bárány – A film – Mark Burton és Richard Starzak - Boy & the World – Alê Abreu | - Saul fia (Magyarország) magyarul – Nemes Jeles László - A kígyó ölelése (Kolumbia) spanyolul – Ciro Guerra - Krigen (Dánia) dánul – Tobias Lindholm - Mustang (Franciaország) törökül – Deniz Gamze Ergüven - Theeb (Jordánia) arabul – Naji Abu Nowar |
| Legjobb dokumentumfilm | Legjobb rövid dokumentumfilm |
| - Amy – Az Amy Winehouse-sztori – Asif Kapadia és James Gay-Rees - A csend képe – Joshua Oppenheimer és Signe Byrge Sørensen - Cartel Land – Matthew Heineman és Tom Yellin - What Happened, Miss Simone? – Liz Garbus, Amy Hobby és Justin Wilkes - Winter on Fire: Ukraine's Fight for Freedom – Jevgenyij Afinejevszki és Den Tolmor | - A Girl in the River: The Price of Forgiveness - Body Team 12 - Chau, Beyond the Lines - Claude Lanzmann: Spectres of the Shoah - Last Day of Freedom |
| Legjobb rövidfilm | Legjobb animációs rövidfilm |
| - Stutterer – Serena Armitage és Benjamin Cleary - Ave Maria – Eric Dupont és Basil Khalil - Day One – Henry Hughes - Everything Will Be Okay (Alles Wird Gut) – Patrick Vollrath - Shok – Jamie Donoughue | - Bear Story – Pato Escala Pierart és Gabriel Osorio Vargas - Prologue – Imogen Sutton és Richard Williams - Sanjay szupercsapata – Nicole Paradis Grindle és Sanjay Patel - We Can't Live Without Cosmos – Konstantin Bronzit - World of Tomorrow – Don Hertzfeldt |
| Legjobb eredeti filmzene | Legjobb eredeti dal |
| - Aljas nyolcas – Ennio Morricone - Carol – Carter Burwell - Star Wars: Az ébredő Erő – John Williams - Kémek hídja – Thomas Newman - Sicario – A bérgyilkos – Jóhann Jóhannsson | - „Writing's on the Wall”, a Spectre – A Fantom visszatér c. filmből – Jimmy Napes és Sam Smith - „Earned It” a A szürke ötven árnyalata c. filmből – Ahmad Balshe, Jason Quenneville, Stephan Moccio és Abel Tesfaye - „Manta Ray” a Racing Extinction – A kihalás kora c. filmből – Antony Hegarty és J. Ralph - „Simple Song #3” az Ifjúság c. filmből – David Lang - „Til It Happens to You”, a The Hunting Ground c. filmből – Lady Gaga és Diane Warren |
| Legjobb hangvágás | Legjobb hangkeverés |
| - Mad Max – A harag útja – Mark A. Mangini és David White - A visszatérő – Martin Hernández és Lon Bender - Star Wars: Az ébredő Erő – Matthew Wood és David Acord - Mentőexpedíció – Oliver Tarney - Sicario – A bérgyilkos – Alan Robert Murray | - Mad Max – A harag útja – Chris Jenkins, Gregg Rudloff és Ben Osmo - A visszatérő – Jon Taylor, Frank A. Montano, Randy Thom és Chris Duesterdiek - Star Wars: Az ébredő Erő – Andy Nelson, Christopher Scarabosio és Stuart Wilson - Kémek hidja – Andy Nelson, Gary Rydstrom és Drew Kunin - Mentőexpedíció – Paul Massey, Mark Taylor és Mac Ruth |
| Legjobb látványtervezés | Legjobb operatőr |
| - Mad Max – A harag útja – Colin Gibson és Lisa Thompson - A dán lány – Michael Standish és Eve Stewart - A visszatérő – Jack Fisk és Hamish Purdy - Kémek hidja – Rena DeAngelo, Bernhard Henrich és Adam Stockhausen - Mentőexpedíció – Celia Bobak és Arthur Max | - A visszatérő – Emmanuel Lubezki - Aljas nyolcas – Robert Richardson - Carol – Ed Lachman - Mad Max – A harag útja – John Seale - Sicario – A bérgyilkos – Roger Deakins |
| Legjobb smink | Legjobb jelmez |
| - Mad Max – A harag útja – Damian Martin, Lesley Vanderwalt és Elka Wardega - A százéves ember, aki kimászott az ablakon és eltűnt – Love Larson és Eva von Bahr - A visszatérő – Siân Grigg, Duncan Jarman és Robert Pandini | - Mad Max – A harag útja – Jenny Beavan - A dán lány – Paco Delgado - A visszatérő – Jacqueline West - Carol – Sandy Powell - Hamupipőke – Sandy Powell |
| Legjobb vágás | Legjobb vizuális effektek |
| - Mad Max – A harag útja – Margaret Sixel - A nagy dobás – Hank Corwin - A visszatérő – Stephen Mirrione - Star Wars: Az ébredő Erő – Maryann Brandon és Mary Jo Markey - Spotlight – Egy nyomozás részletei – Tom McArdle | - Ex Machina – Mark Williams Ardington, Sara Bennett, Paul Norris és Andrew Whitehurst - A visszatérő – Richard McBride, Matt Shumway, Jason Smith és Cameron Waldbauer - Star Wars: Az ébredő Erő – Chris Corbould, Roger Guyett, Paul Kavanagh és Neal Scanlan - Mad Max – A harag útja – Andrew Jackson, Dan Oliver, Andy Williams és Tom Wood - Mentőexpedíció – Anders Langlands, Chris Lawrence, Richard Stammers és Steven Warner                      |

### Tiszteletbeli Oscar-díj
Az Akadémia 2015. november 14-én tartotta a 7. Éves Kormányzói Díjátadó ceremóniáját, melyen a következő díjakat adták át: 

#### Életműdíj
- Spike Lee
- Gena Rowlands

#### Jean Hersholt Humanitárius Díj
- Debbie Reynolds

### Több jelölést és díjat kapott filmek
| Jelölések | Film                               |
| --------- | ---------------------------------- |
| 12        | A visszatérő                       |
| 10        | Mad Max – A harag útja             |
| 7         | Mentőexpedíció                     |
| 6         | Carol                              |
| 6         | Kémek hídja                        |
| 6         | Spotlight – Egy nyomozás részletei |
| 5         | A dán lány                         |
| 5         | A nagy dobás                       |
| 4         | A szoba                            |
| 4         | Star Wars: Az ébredő Erő           |
| 3         | Aljas nyolcas                      |
| 3         | Brooklyn                           |
| 3         | Sicario – A bérgyilkos             |
| 2         | Agymanók                           |
| 2         | Ex Machina                         |
| 2         | Steve Jobs                         |

| Díjak | Film                               |
| ----- | ---------------------------------- |
| 6     | Mad Max – A harag útja             |
| 3     | A visszatérő                       |
| 2     | Spotlight – Egy nyomozás részletei |

## Díjátadók és előadók

### Előadók
| Név            | Szerep    | Előadás                                                   |
| -------------- | --------- | --------------------------------------------------------- |
| Harold Wheeler | karmester | zenekari                                                  |
| Sam Smith      | előadó    | "Writing’s on the Wall" a Spectre – A Fantom visszatérből |
| The Weeknd     | előadó    | "Earned It" A szürke ötven árnyalatából                   |
| Dave Grohl     | előadó    | "Blackbird" Az elhunytak emlékére tiszteletadás alatt     |
| Lady Gaga      | előadó    | "Til It Happens to You" a The Hunting Ground-ból          |

## Kritikus hangok a jelölések körül
Az Oscar-díjat odaítélő Akadémiát számos helyről érte bírálat, amiért már a második éve nem volt egyetlen fekete bőrű vagy egyéb rasszú színész sem a színészi kategóriák húsz jelöltje között, valamint az egyénileg díjazott főbb kategóriákban is szinte csak fehér bőrűeket jelöltek. Spike Lee rendező, továbbá színészek közül Will Smith és Jada Pinkett Smith is bejelentette, tiltakozásképp nem vesz részt a díjátadón. Rajtuk kívül több ismert ember és színész is kritikus hangokat hallatott a sokszínűség hiánya miatt, többek kötött Mark Ruffalo, Lupita Nyong'o és George Clooney is.
A téma körül kialakult vitában számos szempont felmerült. Egyrészről többen felhívták rá a figyelmet, hogy az Oscar-jelölésről döntő Akadémia mint szervezet, nemi és etnikai szempontból maga is meglehetősen homogén, az akadémiai tagok 93 százaléka fehér bőrű, 76 százaléka férfi, és átlagéletkoruk 63 év, ami alapvető hatással lehet a szervezet látásmódjára, és ezáltal a jelölésekre. Más vélemények szerint viszont nem feltétlenül az Akadémiában vagy nem csak abban keresendő a jelenség oka. Ezen vélemények egyik főbb csoportja szerint egyszerűen ilyen volt a jelen évi filmkínálat, amire az Akadémiának nincs befolyása. A másik fontosabb véleménycsoport szerint az egész filmipar így épül fel, a filmstúdiók sokkal jobban preferálják a fehér szereplőkkel készült filmeket, mivel úgy gondolják, hogy a nézőközönség ezekre nyitottabb, és ezért pénzügyileg kockázatosabb fekete szereplőkre építő filmeket gyártani. Ennek okán ezekből jóval kevesebb is készül, és a szűkebb kínálatból nehezebb kiemelkedő alkotást és alakítást találni. 
Az Akadémia elnöke, Cheryl Boone Isaacs a kritikákra reagálva kijelentette, hogy maga is csalódott a sokszínűség hiánya miatt, de ez nem szabad, hogy kisebbítse a jelölést kapott filmek és művészek érdemeit.  Ő maga azon az állásponton van, hogy elsősorban a filmiparban van szükség változásokra, de az Akadémián belül is lépésekre van szükség, hogy a tagság jobban közelítsen a társadalomban fennálló etnikai és nemi arányok felé. Később az ügy kapcsán Filmművészeti és Filmtudományi Akadémia bejelentette, hogy egy sor jelentős változást hagytak jóvá a szavazást és a tagtoborzást illetően. A jövőben például bizonyos kivételektől eltekintve a 10 évnél régebb óta inaktív filmesek nyugalmazotti státuszt kapnak, ami többé már nem jár szavazati joggal, valamint célul tűzték ki az Akadémián belül a nők arányának növelését és a tagság változatosságának elősegítését is. Cheryl Boone Isaacs a lépéseket kommentálva kijelentette, hogy az Akadémia ezentúl vezető szerepet kíván vállalni a bírált problémák javításában, nem fog tovább a filmiparra várni, hogy lépést tartson. A bejelentett változtatások az idei jelölésekre és díjazásokra már nem lesznek hatással. 